# Charles Lennox Wyke
Sir Charles Lennox Wyke o Cárlos Lennox Wyke, GCMG, KCB (2 de septiembre de 1815 - 4 de octubre de 1897) fue un diplomático británico. 

## Biografía
Wyke nació el 2 de septiembre de 1815, era hijo de George Wyke, de Robbleston, Pembrokeshire, capitán de los Guardias Granaderos, y su esposa Charlotte, hija de F. Meyrick. Era teniente en los Fusileros Reales, y luego capitán del personal del Rey de Hannover . En 1847 fue nombrado vicecónsul en Puerto Príncipe y en 1852 cónsul general en América Central. El 31 de octubre de 1854 fue nombrado encargado de negocios, y el 8 de agosto de 1859 fue nombrado enviado extraordinario. En el mismo año fue galardonado CB, y el 23 de enero de 1860 fue trasladado a México como ministro plenipotenciario en la república, y fue nombrado KCB el 22 de mayo. El 30 de junio de 1861, Benito Juárez fue elegido presidente de la república mexicana con poderes dictatoriales, y el 17 de julio el congreso suspendió el pago de bonos públicos por dos años. En consecuencia, Francia e Inglaterra rompieron las relaciones diplomáticas con la república el 27 de julio, y Wyke dejó la Ciudad de México en diciembre con todo su personal, pero permaneció en México para continuar las negociaciones relacionadas con la intervención conjunta de Inglaterra, Francia y España. Sin embargo, cuando se hizo evidente el diseño de Francia para subvertir al gobierno mexicano, Inglaterra y España se retiraron de la alianza, y Wyke regresó a casa. El 19 de enero de 1866 fue acreditado en Hannover, pero en septiembre su misión fue interrumpida por la guerra austro-prusiana y la anexión de Hannover por Prusia. Al año siguiente fue nombrado (el 16 de diciembre) ministro en Copenhague, donde permaneció durante catorce años. En agosto de 1879 fue hecho GCMG, y el 22 de junio de 1881 fue transferido a Portugal, donde permaneció hasta el final de su carrera diplomática. Se jubiló con una pensión el 21 de febrero de 1884 y fue nombrado Consejero Privado el 6 de febrero de 1886. Wyke murió soltero el 4 de octubre de 1897 en su residencia, 23 Cheyne Walk, Chelsea, Londres .